# Giuseppe Agostino Orsi
Giuseppe Agostino Orsi (Firenze, 9 maggio 1692 – Roma, 13 giugno 1761) è stato un cardinale e storico italiano.

## Biografia
Agostino Francesco Orsi è nato a Firenze il 9 maggio 1692. Frequentò gli studi di grammatica, retorica e filosofia presso i Gesuiti nella sua città natale. Il 21 febbraio 1708 entrò nel convento domenicano di San Domenico a Fiesole e dopo la professione religiosa assunse il nome di Giuseppe Agostino. Dopo aver frequentato gli studi di filosofia e teologia a Fiesole, fu trasferito al convento di Firenze ove perfezionò i suoi studi di filosofia scolastica, dei Padri della Chiesa e degli scrittori ecclesiastici.
Dopo l'ordinazione sacerdotale, fu nominato prefetto degli studi nel convento di San Marco a Firenze. Chiamato a Roma nel 1732, fu dapprima professore di teologia e priore del Collegio San Tommaso d'Aquino fino al 1734; in seguito divenne teologo del cardinale Neri Corsini e professore di teologia all'Università la Sapienza. Nel dicembre 1738 fu nominato segretario della Congregazione dell'Indice; nel giugno 1749 ottenne l'importante carica di Maestro del Sacro Palazzo, ossia teologo ufficiale del papa.
Fu creato cardinale-presbitero da papa Clemente XIII nel concistoro del 24 settembre 1759. Il 19 novembre 1759 ottenne il titolo cardinalizio di San Sisto.
Morì il 13 giugno 1761 a Roma. I suoi resti riposano nella basilica di San Sisto Vecchio.

## Scritti
- Dissertatio historica qua ostenditur catholicam ecclesiam tribus prioribus sæculis capitalium criminum reis pacem et absolutionem neutiquam negasse (Milano, 1730)
- Dissertatio apologetica pro SS. Perpetuæ, Felicitatis et sociorum martyrum orthodoxia adversus Basnagium (Firenze, 1728)
- Dell'origine del dominio e della sovranità temporale de' Romani Pontefici (Roma, 1742)
- Storia ecclesiastica (20 voll., Roma, 1747–61)
- Dissertazione dommatica e morale contra l'uso materiale della parola (Roma, 1727)
- Dimostrazione teologica (Milano, 1729)
- Dissertatio theologica de ìnvocatione Spiritus Sancti in liturgiis Græcorum et Orientalium (Milano, 1731)
- Dissertationes duæ de baptismo in nomine Jesu Christi et de chrismate confirmationis (Milano, 1733)
- De concordia gratiæ et liberi arbitrii (Roma, 1734)
- De irreformabili Romani Pontificis in definiendis fidei controversiis judicio (Roma, 1739)
- De Romani Pontificis in Synodes œcumenicos eorumque canones potestate (Roma, 1740)